# Francesco Cerutti
Francesco Cerutti (Torino, 25 giugno 1883 – ...) è stato un ciclista su strada italiano.

## Carriera
La sua vittoria più significativa fu il Giro del Piemonte nel 1916; l'anno successivo sfiorò nuovamente il successo in questa corsa, giungendo secondo.

## Palmarès
- 1916 (individuale, una vittoria)

Giro del Piemonte

## Piazzamenti

### Grandi Giri
- Giro d'Italia

1919: ritirato
1920: ritirato
1921: ritirato
1923: ritirato

### Classiche monumento
- Milano-Sanremo

1917: 8º
- Giro di Lombardia

1915: 55º
1921: 20º